# Ben Okri
Ben Okri, né le 15 mars 1959 à Minna, est un poète et romancier nigérian.

## Biographie
Ben Okri naît en 1959, à Minna, au centre-ouest du Nigeria. Il est le fils de Grace et Silver Okri. Son père, Silver, est membre du peuple Urhobo, sa mère est à demi Igbo ; Ben est lui-même Urhobo. Alors que Ben est âgé de moins de deux ans, Silver fait emménager sa famille à Londres afin d'étudier le droit. Okri passe ainsi ses premières années à Londres, il va à l'école primaire à Peckham. En 1968, la famille retourne au Nigeria où Silver exerce le droit à Lagos : il travaille gratuitement ou à des prix réduits pour ceux qui ne peuvent se payer ses services. L'exposition à la guerre du Biafra, ainsi que la vision d'esprits par ses pairs se retrouvent plus tard dans les ouvrages de Ben Okri.
À 14 ans, un programme universitaire de physique refuse la candidature d'Okri qui est trop jeune ; il affirme avoir eu la révélation que la poésie était sa vocation. Il entreprend la rédaction d'articles relatifs à des problématiques sociales et politiques qui ne trouvent pas d'éditeur. Il écrit ensuite des nouvelles basées sur ces articles : certaines sont publiées dans des magazines féminins et dans des journaux du soir. Okri affirme que la forte dimension critique que montraient ses premiers textes à l'égard des forces au pouvoir lui aurait valu d'être inscrit sur une liste des personnes à abattre. À la fin des années 1970, Okri retourne en Angleterre étudier la littérature comparée à l'université de l'Essex grâce à une bourse octroyée par le gouvernement nigérian. Quand celle-ci s'épuise, Okri se retrouve à la rue, vivant dans des parcs, parfois avec des amis. Il qualifie cette période de « très, très importante » quant à son œuvre.    
Okri rencontre le succès avec la publication de son premier roman, Flowers ans Shadows, en 1980. Il travaille ensuite pour le magazine West Africa de 1983 à 1986 où il officie en tant qu'éditeur de la section poésie. Sa réputation est assurée quand il reçoit le prix Booker dans la catégorie fiction pour La Route de la faim en 1991, roman qui raconte l'histoire d'un enfant abiku.

## Distinctions

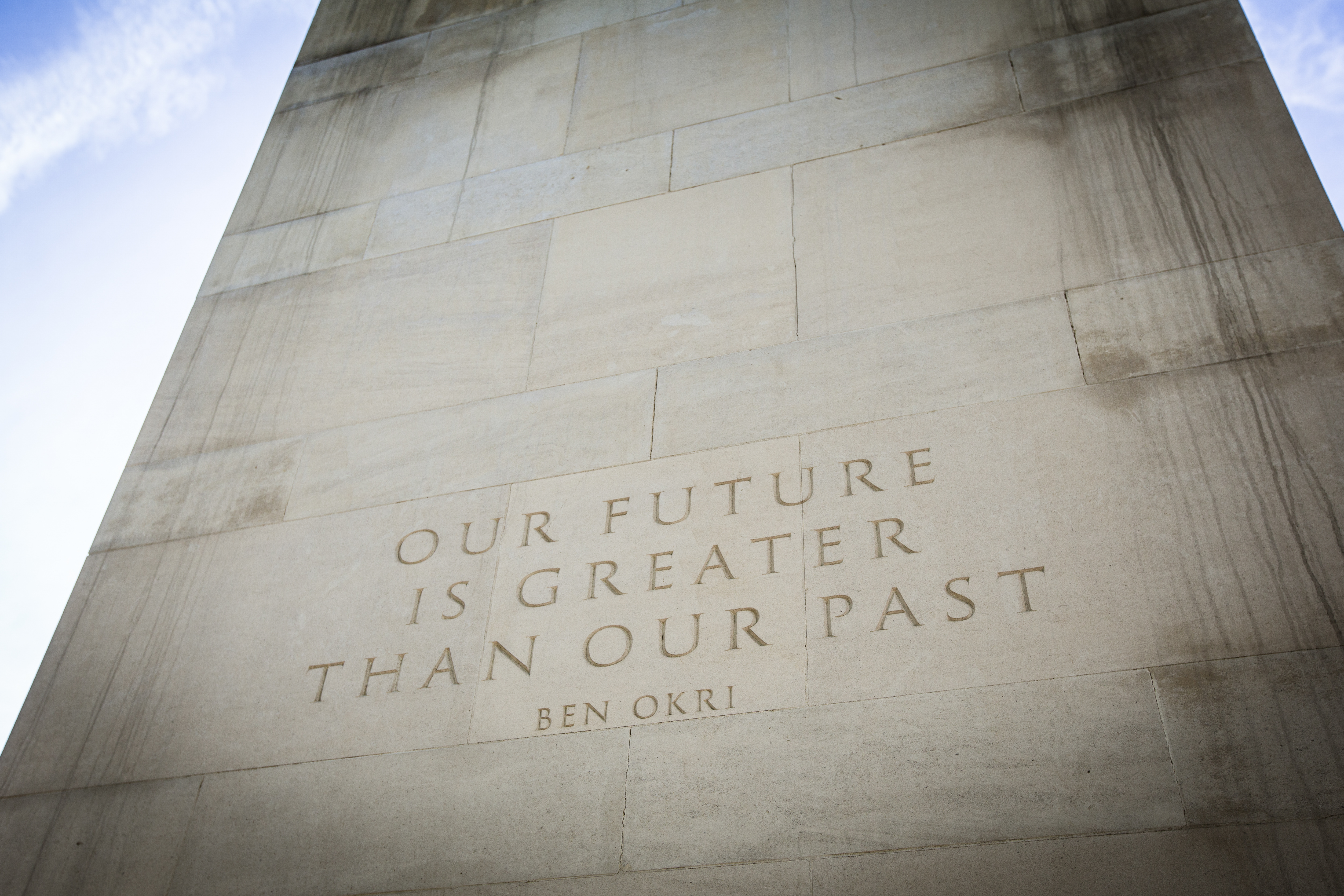
Citation de Ben Okri
(Memorial Gates à Londres)

Il est devenu officier de l'ordre de l'Empire britannique en 2001.
Il a reçu le prix Booker pour La Route de la faim.

## Œuvres

### Romans
- (en) Flowers and Shadows, Longman, 1980
- (en) The Landscapes Within, Longman, 1981
- La Route de la faim, Robert Laffont, 2004 ((en) The Famished Road, Cape, 1991)Contant l'histoire d'un enfant abiku
- (en) Songs of Enchantment, Cape, 1993
- Étonner les dieux ((en) Astonishing the Gods, Phoenix House, 1995)
- Un amour dangereux, Seuil ((en) Dangerous Love, Phoenix House, 1996)
- (en) Infinite Riches, Phoenix House, 1998
- En Arcadie, Christian Bourgois, 2003 ((en) In Arcadia, Weidenfeld & Nicolson, 2002)
- (en) Starbook, Rider Books, 2007
- (en) The Age of Magic, Head of Zeus, 2014
- (en) The Freedom Artist, Head of Zeus, 2019
- (en) The Last Gift of the Master Artists, 2022
- (en) The Age of Magic, 2024
- (en) Madame Sosostris and the Festival for the Brokenhearted, 2025

### Recueils de nouvelles
- (en) Incidents at the Shrine, Heinemann, 1986
- Étoiles d'un nouveau couvre-feu ((en) Stars of the New Curfew, Secker & Warburg, 1988)
- Contes de la liberté, Christian Bourgois, 2010 ((en) Tales of Freedom, Rider, 2009)
- (en) Prayer for the Living: Stories, Head of Zeus, 2019
- (en) Tiger Work: Stories, Essays and Poems About Climate Change, 2023
- (en) Madame Sosostris and the Festival for the Broken Hearted, 2025

### Poésie
- (en) An African Elegy, Cape, 1992
- Combat mental, Christian Bourgois ((en) Mental Fight, Phoenix House, 1999)
- (en) Wild, Rider & Co., 2012

### Essais
- (en) Birds of Heaven, Orion, 1995
- (en) A Way of Being Free, Phoenix House, 1997
- (en) A Time for New Dreams, Rider & Co., 2011
- (en) The Mystery Feast: Thoughts on Storytelling, Clairview Books, Ltd., 2015
- (en) The Magic Lamp: Dreams of Our Age, , Apollo/Head of Zeus, 2017Avec des peintures de Rosemary Clunie